# Оленина

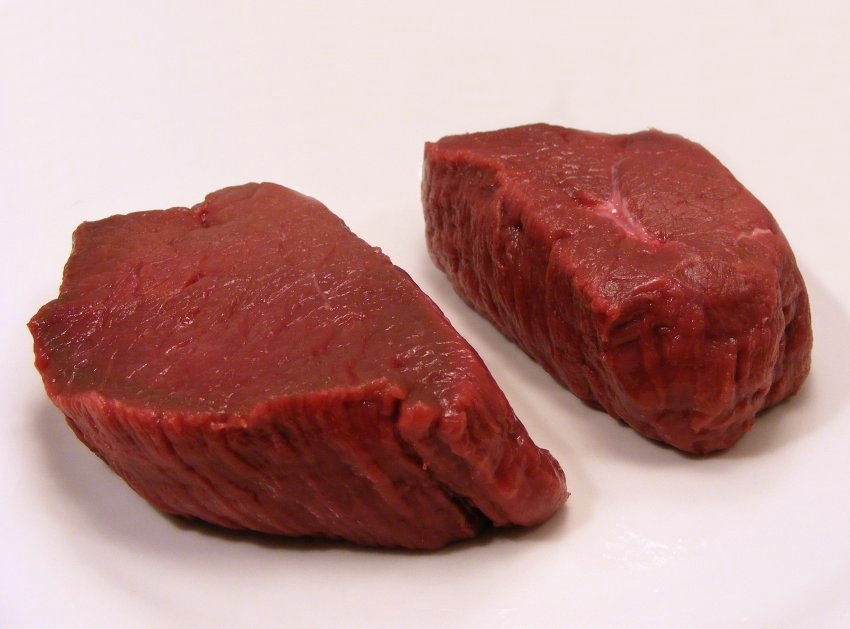
Стейк з оленятини

Оленина чи оленятина — м'ясо оленів при вживанні в їжу.
Олені, в першу чергу північні, є основним джерелом білка малих народів Півночі і розводяться в досить великих кількостях в тундрі і лісотундрі на території Росії, а також в північних регіонах Канади, Аляски (США), Фінляндії, Швеції і Норвегії.
М'ясо інших видів оленів — плямистого, благородного й інших також вживається в їжу як один з видів дичини. Оленина дещо жорсткувата, має бурий окрас і потребує особливих рецептів приготування.
Промислове розведення оленів має великі перспективні можливості.